# Judit Polgár
Judit Polgár, madžarska šahovska velemojstrica, * 23. julij 1976, Budimpešta, Madžarska.
Velja za najmočnejšo šahistko v zgodovini šaha in je edina ženska, ki ji je uspelo na skupni svetovni lestvici priti med Top 10. Leta 1991 je pri 15 letih in 4 mesecih dosegla naslov velemojstrice (GM), s čimer je podrla rekord, ki ga je pred tem od leta 1958 imel nekdanji svetovni prvak Bobby Fischer. Bila je najmlajša igralka, ki se je uvrstila na lestvico 100 najboljših igralcev FIDE, ko je januarja 1989 pri 12 letih zasedla 55. mesto.
Polgár je edina ženska, ki je bila resna kandidatka za svetovno šahovsko prvenstvo, ki se ga je udeležila leta 2005; pred tem je sodelovala na velikih izločilnih turnirjih za svetovno prvenstvo z več kot 100 igralci. Je tudi edina ženska, ki je presegla 2700 Elo rating točk. Leta 2004 je dosegla svojo najvišjo svetovno uvrstitev na 8. mestu skupne lestvice, leta 2005 pa svoj najvišji FIDE rating 2735. Od januarja 1989 do njene upokojitve 13. avgusta 2014 je na lestvicah zasedala prvo mesto v kategoriji žensk.Zmagala je ali si delila prvo mesto na šahovskih turnirjih Hastings 1993, Madrid 1994, León 1996, US Open 1998, Hoogeveen 1999, Sigeman & Co 2000, Japfa 2000 in Najdorf Memorial 2000. Polgár je edina ženska, ki je dobila partijo proti aktualnemu prvemu igralcu sveta. Premagala je enajst sedanjih ali nekdanjih svetovnih prvakov v pospešenem ali klasičnem šahu med katerimi so Magnus Carlsen, Anatolij Karpov, Gari Kasparov, Vladimir Kramnik, Boris Spaski, Vasilij Smislov, Veselin Topalov, Višvanatan Anand, Ruslan Ponomarjov, Aleksander Halifman in Rustam Kasimdžanov.
Svojo upokojitev iz tekmovalnega šaha je naznanila 13. avgusta 2014. Junija 2015 je bila izvoljena za novo kapetanko in glavno trenerko madžarske moške reprezentance. 20. avgusta 2015 je prejela najvišje madžarsko odlikovanje, veliki križ reda svetega Štefana Madžarskega. Leta 2021 je bila Polgár uvrščena v svetovno šahovsko dvorano slavnih. Septembra 2024 je prejela nagrado FIDE100 za najboljšo šahistko. 

## Zgodnje življenje
Judit Polgár se je rodila 23. julija 1976 v Budimpešti v judovsko-madžarski družini. Že od otroštva so bile Polgár in njeni dve starejši sestri, velemojstrica (GM) Susan in mednarodna mojstrica (IM) Sofia, del izobraževalnega poskusa, ki ga je izvajal njihov oče László Polgár, katerega namen je bil dokazati, da lahko otroci dosežejo izjemne dosežke, če se že od majhnega ukvarjajo z enim strokovnim predmetom. »Geniji se ustvarijo, ne rodijo,« je bila Lászlójeva teza. Z ženo Kláro sta svoje tri hčere izobraževala doma, pri čemer sta za strokovni predmet izbrala šah. Poleg tega je László svoje tri hčere učil tudi mednarodnega jezika esperanto. Madžarske oblasti so staršema nasprotovale, saj šolanje na domu ni bilo videno kot »socialistično«, bila pa sta tudi deležna kritike nekaterih zahodnih komentatorjev, ki so bili mnenja, da je sestram prikrajšano normalno otroštvo.
Tradicionalno je bil šah dejavnost, v kateri so prevladovali moški, ženske pa so pogosto veljale za šibkejše igralke, kar je spodbudilo zamisel o ženski svetovni prvakinji. László je že od začetka nasprotoval zamisli, da bi morale njegove hčere sodelovati na dogodkih, namenjenih zgolj ženskam. »Ženske lahko na področjih intelektualnih dejavnosti dosegajo podobne rezultate kot moški,« je zapisal. »Šah je oblika intelektualne dejavnosti, zato to velja tudi za šah. V skladu s tem zavračamo vsakršno diskriminacijo.« Posledično je bila družina Polgár stalno v konfliktu s takratno Madžarsko šahovsko zvezo, katere politika je zahtevala, da ženske igrajo na turnirjih za ženske. Polgárina starejša sestra Susan se je proti temu borila tako, da je igrala na moških turnirjih in zavrnila igranje na ženskih turnirjih. Leta 1985, ko je bila 15-letna Susan mednarodna mojstrica, je dejala, da ji prav zaradi tega niso podelili naslova velemojstrice, čeprav je že enajstkrat izpolnila normo.

## Kariera
Polgár je le redko igrala na turnirjih ali v divizijah, namenjenim ženskam, in se ni nikoli potegovala za naslov ženske svetovne prvakinje: »Vedno pravim, da bi morale imeti ženske samozavest, da so tako dobre kot moški igralci, vendar le, če so pripravljene delati in šah jemati resno tako kot moški.« Medtem ko je bil László Polgár priznan kot odličen šahovski trener, sta Polgárjeva za treniranje svojih hčera zaposlila tudi profesionalne šahiste, med njimi madžarskega prvaka IM Tiborja Floriana, GM Pala Benka in ruskega GM Aleksandra Černina. Susan Polgár, najstarejša od sester, 5 let in pol starejša od Sophie in 7 let starejša od Judit, je bila prva med sestrami, ki je dosegla vidno vlogo v šahu z zmagami na turnirjih ter leta 1986 postala najbolje ocenjena šahistka na svetu. Ker je bila Judit najmlajša, je bila med treningom sprva od svojih sester ločena. Vendar je to le še povečalo Juditino radovednost. Ko se je naučila šahovskih pravil, so ugotovili, da je Judit sposobna najti rešitve za probleme, ki so jih preučevali, zato so jo začeli vabiti v skupino. Nekega večera je Susan preučevala končnico z njihovim trenerjem, močnim mednarodnim mojstrom. Ker nista uspela najti rešitve, sta zbudila Judit, ki je spala v postelji, in jo odnesla v vadbeno sobo. Judit jima je še napol zaspana pokazala, kako rešiti problem, nato pa sta jo položila nazaj v posteljo. Poskus Lászla Polgarja je ustvaril družino z eno mednarodno mojstrico in dvema velemojstricama, kar je okrepilo argument o prevladi vzgoje nad naravo in dokazalo, da so ženske lahko šahovske velemojstrice.

### Čudežni otrok
Judit Polgár, ki jo je v zgodnjih letih trenirala njena sestra Susan, ki je na koncu postala ženska svetovna prvakinja, je bila šahovski čudež že od malih nog. Pri petih letih je premagala družinskega prijatelja, ne da bi pogledala na šahovnico. Po partiji se je prijatelj pošalil: »Ti si dobra v šahu, jaz pa sem dober kuhar.« Judit je odgovorila: »Ali kuhaš, ne da bi gledal na štedilnik?« Vendar pa po besedah Susan Judit ni bila najbolj nadarjena sestra: »Judit je bila počasna učenka, a zelo delovna.« Polgár je sebe v tej starosti opisala kot »obsedeno« s šahom. Prvič je mednarodnega mojstra Dolfija Drimerja premagala pri 10 letih in velemojstra Leva Gutmana pri 11 letih.
|    | |    |    |    |    |    |    |
|    | \| \| \| \| \| \| \| \| \| \| \| \| \| \| \| \| \| \| \| \| \| \| \| \| \| \| \| \| \| \| \| \| \| \| \| \| \| \| \| \| \| \| \| \| \| \| \| \| \| \| \| \| \| \| \| \| \| \| \| \| \| \| \| \| \| \| \| \| \| \| \| \| |    |    |    |    |    |    |
|    | |    |    |    |    |    |    |
| a8 | b8 | c8 | d8 | e8 | f8 | g8 | h8 |
| a7 | b7 | c7 | d7 | e7 | f7 | g7 | h7 |
| a6 | b6 | c6 | d6 | e6 | f6 | g6 | h6 |
| a5 | b5 | c5 | d5 | e5 | f5 | g5 | h5 |
| a4 | b4 | c4 | d4 | e4 | f4 | g4 | h4 |
| a3 | b3 | c3 | d3 | e3 | f3 | g3 | h3 |
| a2 | b2 | c2 | d2 | e2 | f2 | g2 | h2 |
| a1 | b1 | c1 | d1 | e1 | f1 | g1 | h1 |

| a8 | b8 | c8 | d8 | e8 | f8 | g8 | h8 |
| a7 | b7 | c7 | d7 | e7 | f7 | g7 | h7 |
| a6 | b6 | c6 | d6 | e6 | f6 | g6 | h6 |
| a5 | b5 | c5 | d5 | e5 | f5 | g5 | h5 |
| a4 | b4 | c4 | d4 | e4 | f4 | g4 | h4 |
| a3 | b3 | c3 | d3 | e3 | f3 | g3 | h3 |
| a2 | b2 | c2 | d2 | e2 | f2 | g2 | h2 |
| a1 | b1 | c1 | d1 | e1 | f1 | g1 | h1 |

Judit je začela igrati na turnirjih pri 6 letih in pri 9 letih je pri Madžarski šahovski zvezi dosegla rating v višini 2080. Bila je članica šahovskega kluba v Budimpešti, kjer je pridobivala izkušnje od igralcev na mojstrski ravni. Leta 1984 sta v Budimpešti Sophia in Judit, takrat stari 9 oziroma 7 let, odigrali dve partiji šaha z zavezanimi očmi proti dvema mojstroma, ki sta ju premagali. Na neki točki sta se dekleti pritožili, da eden od njunih nasprotnikov igra prepočasi, in predlagali, da bi morali uporabiti šahovsko uro.
Aprila 1986 je 9-letna Judit igrala na svojem prvem rangiranem turnirju v ZDA in končala na prvem mestu v neocenjenem delu New York Open ter osvojila 1000 USD. Tekmovale so vse tri sestre Polgár. 16-letna Susan je tekmovala v velemojstrskem delu in zmagala proti velemojstru Walterju Brownu, 11-letna Sophia pa je v svojem delu končala na drugem mestu, vendar je največ pozornosti na turnirju pritegnila Judit, katere igro so si prišli ogledat tudi drugi velemojstri. Dobila je svojih prvih sedem iger, preden je v zadnji igri remizirala. Čeprav je bilo v neocenjenem delu veliko šibkejših igralcev na Openu, so bili v njem tudi nekateri močni igralci, ki so bili v Združenih državah tujci in zato še niso bili ratingirani. Milorad Boškovic je navedel pogovor z Juditinim nasprotnikom v šestem krogu, jugoslovanskim igralcem, za katerega je vedel, da je močan igralec: »Rekel mi je, da je v igri tvegal, ker ni verjel, da bo Judit tako dobro napadala.« Judit ni znala govoriti angleško, zato je njena mati zanjo tolmačila, ko je povedala novinarju, da je njen cilj postati profesionalna šahistka. Ko jo je novinar vprašal, ali bo nekega dne postala svetovna prvakinja, je Judit odgovorila: »Bom poskusila.«
Konec leta 1986 je 10-letna Judit premagala 52-letnega romunskega IM Dolfija Drimerja na mednarodnem turnirju Adsteam Lidums v Adelaide v Avstraliji. Edmar Mednis je dejal, da je odigral svojo najboljšo igro na turnirju, ko je premagal Judit: »Pri tej igri sem bil previden ... Velemojstri ne maramo izgubiti proti 10-letnim dekletom, ker potem pridemo na naslovnico vseh časopisov.«
Aprila 1988 je Polgár dosegla svojo prvo mednarodno mojstrsko normo v mednarodnem B delu New York Open-a. Avgusta 1988 je zmagala v kategoriji dečkov do 12 let na Svetovnem mladinskem šahovskem in mirovnem festivalu v Temišvaru v Romuniji. Oktobra 1988 je končala na prvem mestu round-robin turnirja v Londonu z rezultatom 7–2 in s pol točke prednosti pred izraelskim velemojstrom Yairom Kraidmanom. S temi tremi rezultati je izpolnila pogoje za naziv mednarodne mojstrice; takrat je bila najmlajša igralka, ki ji je to uspelo doseči. Bobby Fischer in Garry Kasparov sta bila stara 14 let, ko sta prejela naziv; Polgár je bila stara 12 let. V tem času je nekdanji svetovni prvak Mihail Talj dejal, da ima Polgár potencial za zmago na svetovnem prvenstvu.
Judit so vprašali o igranju proti fantom namesto v delu turnirjev za dekleta: »Ta druga dekleta se s šahom ne ukvarjajo resno ... Treniram pet ali šest ur na dan, one pa se zamotijo s kuhanjem in hišmimi opravili.«
Novembra 1988 so Judit in njene sestre skupaj z Ildikó Mádl zastopale Madžarsko v ženskem delu 28. šahovske olimpijade v Solunu. Mednarodna šahovska zveza Polgárjevim ni dovolila, da igrajo proti moškim na ekipnih tekmovanjih. Pred turnirjem je Eduard Gufeld, sovjetski GM in trener sovjetske ženske ekipe, odslovil Polgárjeve: »Verjamem, da bodo ta dekleta izgubila dobršen del svoje hitro pridobljene podobe na 28. olimpijadi ... Pozneje bomo izvedeli, ali so madžarske sestre genialke ali samo ženske!« Kljub temu je madžarska ženska ekipa osvojila prvenstvo, kar je bilo prvič, da zmaga ni šla Sovjetski zvezi. Judit je igrala na 2. deski in končala turnir z najvišjim rezultatom 12½–½ ter osvojila posamično zlato medaljo. Osvojila je tudi nagrado briljantnosti za svojo igro proti Pavlini Angelovi.
Na Elo rating listi januarja 1989 je bila pri 12 letih ocenjena na 2555, kar je bilo 55. mesto na svetu in 35 točk pred žensko svetovno prvakinjo Majo Čiburdanidze. V šestih mesecih od prejšnjega seznama je pridobila neverjetnih 190 rating točk. Juditino tiho in skromno vedenje za desko je bilo v nasprotju z intenzivnostjo njenega stila igranja. David Norwood, britanski GM, se je spominjal kako ga je Judit premagala, ko je bil on uveljavljen igralec, ona pa še otrok ter je opisal kot »to ljubko malo rjavolaso pošast, ki te je zdrobila.« Britanski novinar Dominic Lawson je pisal o »morilskih« očeh 12-letne Judit in o tem, kako je strmela v svojo nasprotnico: »Šarenice so tako sive, tako temne, da jih skoraj ni mogoče razlikovati od zenic. Ob njenih dolgih rdečih laseh je učinek osupljiv.« 
Pred 13. letom se je prebila med 100 najboljših igralcev na svetu. Britanska šahovska revija je zapisala: »Zaradi nedavnih rezultatov Judit Polgár so predstave Fischerja in Kasparova pri podobni starosti blede v primerjavi.« Britanski GM Nigel Short je Judit imenoval »eno od treh ali štirih največjih šahovskih čudežev v zgodovini«. Vendar pa je Kasparov zgodaj izrazil dvome: »Ima fantastičen šahovski talent, vendar je navsezadnje ženska. Vse se konča v nepopolnosti ženske psihe. Nobena ženska ne more vzdržati dolgotrajne bitke.« Kasneje v življenju, potem ko je leta 2002 izgubil pospešeno partijo proti Polgárjevi, je Kasparov spremenil svoje mnenje: »Polgárjeve so pokazale, da ne obstajajo inherentne omejitve njihove sposobnosti – ideja, ki je mnogi moški igralci niso hoteli sprejeti, dokler jih ni brez slovesnosti zdrobila dvanajstletnica s čopom.«
Leta 1989 se je Polgár izenačila z Borisom Gelfandom na tretjem mestu na OHRA Open v Amsterdamu in si prislužila svojo prvo velemojstrsko normo.
Doslej so bile o sestrah Polgár napisane številne knjige in članki, zaradi katerih so zaslovele tudi izven sveta šaha. Leta 1989 sta se ameriški predsednik George H. W. Bush in njegova žena Barbara z njimi srečala med njunim obiskom na Madžarskem. Čeprav je bil izdan šele leta 1996, so leta 1990 posneli dokumentarec o otrocih, ki igrajo šah, Chess Kids, v katerem nastopa Polgár. Dokumentarni film ni vključeval intervjuja s Polgárjevo, ker je njen oče zahteval plačilo.
Leta 1990 je Judit zmagala v kategoriji dečkov do 14 let na Svetovnem mladinskem šahovskem festivalu v Fond du Lacu v Wisconsinu. Tudi leta 1990 so Judit in njene sestre zastopale Madžarsko na ženski olimpijadi in osvojile zlato medaljo. To je bil zadnji ženski turnir, ki se ga je Judit kadarkoli udeležila.
Oktobra 1991 je Judit na turnirju na Dunaju končala s 5½–3½, izenačena s tretjim in petim mestom z Zoltánom Riblijem in Johnom Nunnom.

### Velemojstrica
Decembra 1991 je Polgár dosegla naslov velemojstrice z zmago na madžarskem državnem prvenstvu, takrat najmlajša v zgodovini s 15 leti in 4 meseci. To je za mesec dni preseglo Fischerjev rekord. S tem je postala prva ženska, ki je postala najmlajša velemojstrica, in četrta ženska, ki je postala velemojstrica (po Noni Gaprindašvili, Maji Čiburdanidze in Polgarjevi sestri Susan). S tem je Polgarjeva za dobrih 7 let premagala tudi rekord svoje sestre Susan za najmlajšo velemojstrico, dosežen januarja 1991. Madžarska, ena najmočnejših šahovskih držav, je imela na državnem prvenstvu tistega leta vse svoje najmočnejše igralce razen enega, saj je manjkal le Zoltán Ribli. V zadnjem krogu je Polgárjeva potrebovala le remi, da bi dosegla naslov GM, vendar je zmagala v svoji igri proti GM Tiborju Tolnaiju in končala na prvem mestu, s šestimi točkami iz devetih iger.
Leta 1992 je Polgár na Madrid International v Linaresu dosegla drugo mesto, za Anatolijem Karpovom. Ona in ruski GM Vladimir Epišin sta končala s 5½–3½. Julija 1992 je zasedla drugo mesto na Reshevsky Memorialu v Manhattnu in končala s štirimi zmagami, petimi remiji in brez poraza. Septembra 1992 je sodelovala na turnirju na Arubi, na katerem je ekipa starejših moških tekmovala z ekipo najboljših ženskih igralk. Moško ekipo so sestavljali Lev Polugajevski, Wolfgang Uhlmann, Oscar Panno, Efim Geller, Borislav Ivkov in Vasilij Smislov. Žensko ekipo so sestavljale Judit in Zsuzsa Polgár, Pia Cramling, Čiburdanidze, Ketevan Arakhamia in Alisa Galliamova. Moški so zmagali z rezultatom 39–33. Skupni najboljši igralec je bil 57-letni Polugaevski, 16-letna Polgár pa je bila druga s 7½–4½.
Polgár je nato izenačila prvo mesto na turnirju v Hastingsu, ki je potekal čez novo leto 1992–93. Ruski GM Jevgenij Barejev, takrat osmi na svetu, je vodil v zadnjem krogu turnirja, vendar ga je Polgárjeva premagala v njuni drugi posamezni igri, kar ji je omogočilo, da si je delila prvo mesto. Takoj po turnirju v Hastingsu je Polgár februarja odigrala ekshibicijski dvoboj proti nekdanjemu svetovnemu prvaku Borisu Spaskemu. Dvoboj je dobila s 5½–4½ in osvojila 110.000 USD, največjo denarno nagrado do te točke v svoji karieri. Polgár je sodelovala tudi na turnirju Melody Amber v Monaku, na katerem je sodelovalo 12 velemojstrov z zavezanimi očmi. Anand in Karpov sta končala na prvem mestu, Ljubojević na tretjem, medtem ko je Polgár končala na četrtem mestu s 6½ točk iz 11 krogov, pred drugimi močnimi velemojstri, kot so Ivančuk, Short, Korchnoi in njena sestra Susan.
Leta 1993 je Polgár postala prva ženska, ki se je kdaj kvalificirala za medconski turnir. Marca je na conskem tekmovanju v Budimpešti osvojila drugo mesto s štirimi drugimi igralci in zmagala na tiebreaku. Nato je potrdila svoj status ene vodilnih svetovnih igralk, saj se ji je za las spodletelo kvalificirati na turnirje kandidatov na konkurenčnih turnirjih FIDE in PCA Interzonal.
Poleti 1993 je Bobby Fischer nekaj časa ostal v gospodinjstvu Polgárjevih. V Jugoslaviji je živel v osami zaradi naloga za aretacijo, ki so ga izdale ZDA, ker je s svojo tekmo proti Spaskemu leta 1992 prekršil blokado ZN nad Jugoslavijo. Susan Polgár je Bobbyja s svojo družino srečala »v tesni hotelski sobi v majhni jugoslovanski vasici« in ga prepričala, naj pride ven iz skrivališča. Med bivanjem je igral veliko iger Fischer random šaha in pomagal sestram analizirati njihove partije. Čeprav je bil osebno prijazen in se je spominjala predvsem prijetnih trenutkov kot njihov gost, je Susan povedala, da je prihajalo do konfliktov zaradi njegovih političnih stališč. Na predlog Fischerjevega prijatelja je bila organizirana tekma hitropoteznega šaha med Fischerjem in Polgárjevo, ki je bila napovedana novinarjem. Vendar so med Fischerjem in Lászlójem Polgárjem nastopile težave in Fischer je dvoboj odpovedal, prijatelju, ki je vprašal, ali bo dvoboj potekal pa rekel: »Ne, oni so Judje.«
Poleti 1994 je Polgárjeva dosegla največji uspeh v svoji karieri do takrat, ko je zmagala na Madrid International v Španiji. Proti skupini, v kateri so bili Gata Kamski, Jevgenij Barejev, Valerij Salov in Ivan Sokolov, je dosegla rezultat 7–2, 1½ točke pred drugim mestom. Njena rating ocena uspešnosti na turnirju je bila 2778 proti povprečnemu ratingu nasprotnikov ocenjenim na 2672.
Oktobra 1994 je igrala na turnirju v Buenos Airesu v poklon Polugajevskiju. Sodelovalo je osem velemojstrov, ki so vsi veljali za kandidate za svetovno prvenstvo: Karpov, Anand, Salov, Ivančuk, Kamski, Širov, Ljubojević in Polgár. Turnir je bil nenavaden, saj je moral črni v vsaki igri igrati sicilijansko obrambo, saj je bil Polugajevski poznan po tej otvoritvi. To je bila Polgárjina prednost, saj je bila to njena najljubša otvoritev. V elitni konkurenci je končala na tretjem mestu izenačena z Ivančukom.
Septembra 1995 je Polgár končala na tretjem mestu z rezultatom 7–4 na Donnerjevem memorialu v Amsterdamu, za Janom Timmanom in Juliom Grando, ki sta bila izenačena na prvem mestu, in pred Jaserjem Seiravanom, Aleksandrom Huzmanom, Aleksejem Širovom, Aleksandrom Halifmanom, Aleksandrom Morozevičem in Valerijem Salovom. Zagotovila si je tretje mesto z zmago z le 21 potezami nad Širovom v svoji zadnji partiji. Na antilskem otoku Aruba je novembra 1995 zaigrala na prijateljski tekmi proti Nizozemcu Jeroenu Piketu, takrat enemu najboljših evropskih igralcev. Polgár je dvoboj zmagala s 6–2, kljub temu, da sta bila igralca po ratingu zelo blizu ocenjena.

Leta 1995 je šahovski klub Isle of Lewis na Škotskem poskušal organizirati igro med Polgárjem in Nigelom Shortom, v kateri bi uporabili slavne Lewiške šahovske figure. Vendar Britanski muzej ni želel izdati kompleta kljub zagotovilom, da bodo igralci nosili rokavice. Škotski poslanec Calum MacDonald je poudaril, da bo niz varen, še posebej, ker šah ni kontaktni šport. Na koncu je muzej dovolil razstavljanje šahovskega kompleta na festivalskem turnirju Isle of Lewis, vendar figure niso bile uporabljene v nobeni igri. Polgárjeva je zmagala na double round-robin turnirju krštirih GM-jev, dosegla pet točk v šestih igrah in zmagala v obeh igrah proti Shortu.

#### Kontroverzna partija s Kasparovom
|    | |    |    |    |    |    |    |
|    | \| \| \| \| \| \| \| \| \| \| \| \| \| \| \| \| \| \| \| \| \| \| \| \| \| \| \| \| \| \| \| \| \| \| \| \| \| \| \| \| \| \| \| \| \| \| \| \| \| \| \| \| \| \| \| \| \| \| \| \| \| \| \| \| \| \| \| \| \| \| \| \| |    |    |    |    |    |    |
|    | |    |    |    |    |    |    |
| a8 | b8 | c8 | d8 | e8 | f8 | g8 | h8 |
| a7 | b7 | c7 | d7 | e7 | f7 | g7 | h7 |
| a6 | b6 | c6 | d6 | e6 | f6 | g6 | h6 |
| a5 | b5 | c5 | d5 | e5 | f5 | g5 | h5 |
| a4 | b4 | c4 | d4 | e4 | f4 | g4 | h4 |
| a3 | b3 | c3 | d3 | e3 | f3 | g3 | h3 |
| a2 | b2 | c2 | d2 | e2 | f2 | g2 | h2 |
| a1 | b1 | c1 | d1 | e1 | f1 | g1 | h1 |

| a8 | b8 | c8 | d8 | e8 | f8 | g8 | h8 |
| a7 | b7 | c7 | d7 | e7 | f7 | g7 | h7 |
| a6 | b6 | c6 | d6 | e6 | f6 | g6 | h6 |
| a5 | b5 | c5 | d5 | e5 | f5 | g5 | h5 |
| a4 | b4 | c4 | d4 | e4 | f4 | g4 | h4 |
| a3 | b3 | c3 | d3 | e3 | f3 | g3 | h3 |
| a2 | b2 | c2 | d2 | e2 | f2 | g2 | h2 |
| a1 | b1 | c1 | d1 | e1 | f1 | g1 | h1 |

V Linaresu 1994 je Polgár izgubila kontroverzno igro proti svetovnemu prvaku Gariju Kasparovu. Na turnirju je bila 17-letna Polgár prvič povabljena, da se pomeri z najmočnejšimi igralci na svetu. Po štirih tekmah je dosegla dve točki. Med njeno partijo s Kasparovom v petem krogu jo je Kasparov postopoma nadigral in imel jasno prednost po 35 potezah. Na svoji 36. potezi naj bi si svetovni prvak premislil glede poteze skakača in figuro premaknil na drugo polje. Po šahovskih pravilih, ko igralec izpusti figuro, mora poteza veljati, tako da bi moral Kasparov, če bi spustil figuro, odigrati prvotno potezo. Polgárjeva v tem trenutku ni izpodbijala Kasparova, saj je izjavila: »Igrala sem s svetovnim prvakom in nisem želela povzročati neprijetnosti med svojim prvim povabilom na tako pomemben dogodek. Bala sem se tudi, da bom, če bo moja pritožba zavrnjena, kaznovana na uri, ko sva že bila pod časovnem pritiskom.« Vendar je vprašujoče pogledala sodnika Carlosa Falcona, ki je bil priča incidentu in ni ukrepal.
Incident je na trak posnela ekipa španske televizijske hiše PVS in videoposnetek je pokazal, da so Kasparovovi prsti zapustili skakača. Direktor turnirja Carlos Falcon ni odvzel točke Kasparovu, ko mu je bil na voljo ta dokaz. Kot je poudarila ameriška šahovska novinarka Shelby Lyman, v večini športov posnetki ne razveljavijo prvotne sodnikove odločitve in šah ni izjema. Takrat videoposnetek še ni bil javno objavljen na zahtevo pokrovitelja turnirja Luisa Rentera, vendar je danes na voljo na internetu. Na neki točki naj bi se Polgár soočila s Kasparovom v hotelskem baru in ga vprašala: »Kako si mi lahko to storil?« Po tem incidentu je Kasparov novinarju odkrito povedal »... javno je izjavila, da sem goljufal. ... Mislim, da bi se moralo dekle njenih let naučiti dobrih manir, preden daje takšne izjave.« Posledično Kasparov tri leta ni hotel z njo govoriti. Kasparov je novinarjem dejal, da je njegova vest čista, saj se ni zavedal, da je njegova roka zapustila figuro. Čeprav si je Polgárjeva do konca turnirja opomogla, je v naslednjih šestih krogih nazadovala in pridobila le pol točke. Incident je morda vplival tudi na Kasparova, ki se je na turnirju izkazal za slabega.

### Najmočnejša šahistka v zgodovini
Polgár na splošno velja za najmočnejšo šahistko vseh časov. Januarja 1996 je postala edina ženska, ki se je kadarkoli uvrstila med prvih deset igralcev sveta. Avgusta 1996 se je udeležila zelo močnega turnirja 10 igralcev na Dunaju. Karpov, Topalov in Boris Gelfand so si delili prvo mesto, četrto pa Kramnik, Polgár in Lékó. Decembra 1996 je Polgár igrala štiri partije v São Paulu proti brazilskemu prvaku Gilbertu Milosu. Polgár je zmagala dve, eno remizirala in eno izgubila ter dobila 12.000 USD denarne nagrade.
Februarja 1997 je igrala na »superturnirju« v Linaresu, na katerem je Kasparov zmagal, ko je premagal Kramnika. Polgár je končala na čistem petem mestu na turnirju 12 velemojstrov, pred Anandom, Ivančukom, Gelfandom in Širovom. Njen rezultat je bil ocenjen kot izjemen glede na rating moč turnirja, povprečno 2701, in bila je pohvaljena za svoje taktične sposobnosti v igri proti Ivančuku. Aprila 1997 je igrala na šahovskem turnirju Dos Hermanas, enokrožnem round-robin turnirju kategorije XIX, na katerem je sodelovalo 10 najboljših igralcev na svetu. Končala je na šestem mestu z izenačenim rezultatom 4½–4½. Junija 1997 je končala z izenačenim rezultatom, 4½–4½, na madridskem turnirju 10 velemojstrov, ki ga je dobil Topalov. Julija 1997 je Polgár nastopila na elitnem mednarodnem turnirju v Dortmundu. Končala je na petem mestu v skupini desetih, pred igralci, kot je Anatolij Karpov. Na turnirju je zmagala v igri s črnimi figurami proti Veselinu Topalovu, takrat četrtemu igralcu sveta. Topalov je imel prednost, dokler Polgár ni izvedla globokega pozicijskega žrtvovanja. Oktobra 1997 je na mednarodnem turnirju VAM v Hoogeveenu na Nizozemskem izenačila drugo mesto na double round-robin turnirju štirih velemojstrov.
»Dolgo že poteka živahna razprava o tem, kdo je najmočnejši igralec od vseh,« je zapisal GM Robert Byrne v svoji kolumni v New York Timesu 26. avgusta 1997. »Glavni kandidati so Bobby Fischer, Garry Kasparov, Jose Raul Capablanca, Aleksander Aljehin ali Emanuel Lasker. Toda o najboljši igralki ni nobenega dvoma: to je 21-letna Judit Polgár.«
Januarja 1998 je igrala na turnirju kategorije XVII Hoogovens v Wijk aan Zeeju na Nizozemskem, kjer je sodelovalo 14 najboljših velemojstrov sveta. Končala je v sredini paketa, izenačena na šestem do desetem mestu s Karpovom, Topalovim in Jeroenom Piketom ter enakim rezultatom 6½ točk iz trinajstih partij. Polgár je sozmagovalcu Višvanatanu Anandu prizadela edini poraz na turnirju. Junija 1998 v Budimpešti je Polgár odigrala tekmo osmih partij »akcijskega« šaha, kar je 30 minut za celotno partijo, proti Anatoliju Karpovu. Dvoboj je dobila s 5–3, tako da je dobila dve igri, preostale pa so se končale z remijem. Takrat je bil Karpov svetovni FIDE prvak. Avgusta 1998 je Polgár postala prva ženska, ki je zmagala na odprtem prvenstvu ZDA, ki je potekalo v letovišču Kona Surf v Kailua-Koni na Havajih. Zmago na turnirju si je delila z GM Borisom Gulkom, oba sta dosegla rezultat 8–1. Tipičen za njen agresiven slog je bila njena zmaga proti GM Georgiju Kačeišviliju, v kateri je žrtvovala svojo kraljico za napad. Oktobra 1998 je Polgár zmagala na turnirju štirih velemojstrov VAM v Hoogeveenu na Nizozemskem za 1½ točke pred Janom Timmanom. Novembra 1998 je Polgár igrala na Wydra Memorial pospešenem šahovskem turnirju v Izraelu. Na prvem mestu je bila izenačena z Višvanatanom Anandom, saj sta oba dosegla 11½ od 14 partij. Anand je zmagal na turnirju v tie-breaku nad Polgárjevo.
V dveh letih, odkar je Polgárjeva postala prva ženska, ki se je prebila med prvih 10, je njen rating padel. Čeprav je bila med najboljših 20, je to vplivalo na to, da so jo manj pogosto vabili na najmočnejše turnirje.
Oktobra 1999 je Polgár sodelovala v sekciji GM za štiri igralce šahovskega turnirja VAM v Hoogeveenu na Nizozemskem. Jan Timman je vodil na začetku turnirja, toda Polgár se je vrnila in dosegla 3 točke v zadnjih 4 partijah ter si tako delila prvo mesto. Anatolij Karpov je končal na tretjem in Darmen Sadvakasov na četrtem.
Januarja 2000 je Polgárjeva dosegla zanjo porazen rezultat na turnirju v španski Pamploni, ki ga je zmagal Nigel Short. Končala je z le 4 točkami iz 9 partij, izenačena na 6–7 mestu z Janom Timmanom, ki je prav tako igral pod njegovim ratingom. Polgár je pozneje v mesecu dosegla še en slab rezultat na turnirju kategorije XVIII v Corus Wijk aan Zee, ki ga je dobil Kasparov. Do 11. kroga ni dobila nobene partije in končala s 5 točkami v 13 igrah, izenačena z Victorjem Korčnojem na 11–12 mestu med štirinajstimi velemojstri. Vendar pa je na Evropskem ekipnem prvenstvu v Batumiju v Gruziji, prav tako januarja, osvojila zlato medaljo pri igranju druge deske z rezultatom 6½–2½.
Aprila in maja 2000 je Polgár osvojila enega najmočnejših turnirjev v Aziji. Japfa Classic v Denpasarju na Baliju v Indoneziji je bil dogodek kategorije XVI za 10 igralcev, med katerimi sta bila Aleksander Halifman – takratni svetovni prvak FIDE – in Anatolij Karpov – njegov predhodnik. Štirje igralci zadnjega kroga, Polgár, Khalifman, Karpov in Gilberto Milos, so bili izenačeni, vendar je Polgár dobila svojo igro nad brazilskim GM Milosom, medtem ko sta Halifman in Karpov remizirala. Polgár je končal kot prva s 6½–2½ in osvojila denarno nagrado v vrednosti 20.000 USD. Konec maja je zmagala na mednarodnem turnirju Sigeman & Company v Malmöju na Švedskem. Turnir štirih igralcev je končala s štirimi točkami, z Janom Timmanom pri 3½, Ulf Andersson in Tiger Hillarp-Persson pa sta končala v tem vrstnem redu. Junija 2000 je igrala na turnirju GM v Meridi, zvezna država Yucatán, kjer je končala na drugem mestu s pol točke za Aleksejem Širovom. Septembra 2000 si je na šahovskem festivalu Najdorf delila prvo mesto z Viktorjem Bologanom, pred Nigelom Shortom in Anatolijem Karpovom. Oktobra in novembra je na 34. šahovski olimpijadi zastopala Madžarsko na tretji deski. Medtem ko je madžarska ekipa za las zgrešila osvojitev bronaste medalje, je Polgár dosegla 10/13 za drugo najvišje število točk med vsemi igralci na olimpijadi in ocenjeno raven uspešnosti v višini 2772.
Konec februarja in v začetku marca 2001 je Polgár igrala v elitnem Linares double round-robin turnirju šest najmočnejših igralcev na svetu. Turnir je bil zmagoslavje Kasparova, saj je v 10 igrah dosegel 7½ točk. Ostalih pet udeležencev, Polgár, Karpov, Širov, Grisčuk in Lékó, so vsi končali s 4½ za drugo in zadnje mesto. Vendar pa je Polgárjeva obe igri s Kasparovom remizirala, kar ji je prvič v karieri uspelo pod časovnimi kontrolami na turnirju. Marca 2001 se je uvrstila v polfinale turnirja svetovnega pokala v pospešenem šahu v Cannesu. Med 16 velemojstri na turnirju se je uvrstila med štiri najboljše. V polfinalu je izgubila proti Jevgeniju Barejevu, ta pa proti Kasparovu. V četrtfinalni hitropotezni partiji končnice je v 12 potezah prisilila Joëla Lautierja, najmočnejšega francoskega igralca, da se preda, ko je osvojila njegovo damo, kar je povzročilo, da je nekajstoglavo občinstvo izbruhnilo v aplavz. Junija 2001 je Polgár končala na četrtem mestu na evropskem prvenstvu v Ohridu v Makedoniji, turnirju s 13 krožnem švicarju s 143 velemojstri in 38 IM. Oktobra 2001 je izenačila prvo mesto z GM Loekom van Welyjem na turnirju Essent Tourney v Hoogeveenu na Nizozemskem.

### Ustvarjanje zgodovine
Septembra 2002 je Polgár na tekmi Rusija proti preostalemu svetu končno premagala Garija Kasparova. Turnir se je igral po pospešenih pravilih šaha s 25 minutami na partijo in 10-sekundnim dodatkom na potezo. Partijo je dobila z izjemno pozicijsko igro. Kasparov s črnimi je izbral berlinsko obrambo namesto svoje običajne sicilijanske, Polgár pa je nadaljevala z variacijo, ki jo je Kasparov v preteklosti uporabil sam. Polgár je s svojimi topovi lahko napadla Kasparovega kralja (ki je bil še vedno na sredini šahovnice) in ko je izgubil dva kmeta se je Kasparov predal. Igra je pomagala ekipi Sveta, da je tekmo zmagala z 52–48. Po predaji je Kasparov dvorano takoj zapustil po prehodu, ki je bil zaprt za novinarje in fotografe. Kasparov je Polgárjevo nekoč opisal kot »cirkuško lutko« in trdil, da bi se šahistke morale držati rojevanja otrok. Polgár je igro označila za »enega najbolj izjemnih trenutkov [njene] kariere«. Igra je bila zgodovinska, saj je bilo prvič v zgodovini šaha, da je igralka premagala prvega igralca sveta v tekmovalni igri. Intervju s Polgárjevo, vključno z videoposnetkom tekme, je bil leta 2016 vključen v radijski program BBC Witness.
Oktobra in novembra 2002 je Polgár igrala na drugi deski (s Pétrom Lékójem na prvi) za Madžarsko na 35. šahovski olimpijadi. Čeprav ni bila tako osupljiva kot na olimpijadi leta 2000, je Madžarski pomagala osvojiti srebrno medaljo. Medtem ko so imeli Madžari najboljši izkupiček med zmagami in porazi na turnirju kot ekipa in izgubili le eno tekmo od 56, ki so jih odigrali, so večino dvobojev zmagali z rezultatom 2½–1½, medtem ko je ruska ekipa z več zmagami osvojila zlato. Madžarska je zlati ruski ekipi zadala edini poraz. Polgárjina partija četrtega kroga proti Azerbajdžancu Šahrijarju Mamedjarovu je vključevala briljantno 12.Nxf7, s čimer je njegovega kralja potegnila na sredino šahovnice.
Do začetka leta 2003 se je Polgárjeva vrnila med 10 najbolje ocenjenih igralcev na svetu. Leta 2003 je Polgárjeva dosegla enega svojih najboljših rezultatov: neporaženo čisto drugo mesto na šahovskem turnirju Corus kategorije XIX v Wijk aan Zeeju na Nizozemskem, le pol točke za bodočim svetovnim prvakom Višvanatanom Anandom in polno točko pred takratnim svetovnim prvakom Vladimirjem Kramnikom. Ena najpomembnejših partij turnirja je bila Polgárjina zmaga v četrtem krogu nad Anatolijem Karpovom. Igra je trajala 33 potez, pri čemer je Karpov izgubil dva kmeta, njegov kralj pa je ostal na odprtem. Polgárjeva je priznala, da je do konca igre »uživala«. Aprila 2003 je Polgár končala na drugem mestu na turnirju The Hunguest Hotels Super Tournament v Budimpešti za Nigelom Shortom. Videti je bilo, da je bila namenjena zmagi na prvem mestu na turnirju, vendar je izgubila igro proti rojaku Pétru Lékóju.  Junija 2003 je Polgár končala na tretjem mestu z Borisom Gelfandom na mednarodnem turnirju Enghien-les-Bains v Franciji z rezultatom 5½–3½, za Jevgenijem Barejevom, ki je zmagal na turnirju, in GM Michaelom Adamsom. Avgusta 2003 je Polgár v Mainzu v Nemčiji odigrala tekmo osmih partij pospešenega šaha proti Višvanatanu Anandu, imenovano »bitka spolov«. Po šestih partijah je vsak igralec zmagal po tri partije. Anand je dobil zadnji dve in tako zmagal v dvoboju. Oktobra 2003 je Polgár zmagala na turnirju 4 velemojstrov Essent v Hoogeveenu na Nizozemskem. V eni od njenih iger proti Karpovu se je Karpov zmotil in dovolil Polgárjevi, da je uporabila slavno žrtvovanje dveh lovcev, ki ga je Emanuel Lasker prvič uporabil proti Bauerju leta 1889.
Leta 2004 si je Polgár vzela nekaj časa od šaha, da bi rodila sina Olivérja. Posledično je veljala za neaktivno in januarja 2005 ni bila navedena na FIDE rating listi. Njena sestra Susan je v tem obdobju znova aktivirala igralski status in začasno ponovno postala prva igralka sveta.
Polgár se je vrnila k šahu na prestižnem šahovskem turnirju Corus 15. januarja 2005. Turnir, ki so ga nekateri imeli za najpomembnejšega v Evropi, je osvojil Madžar Péter Lékó, medtem ko je Polgár dosegla 7/13 in se izenačila na četrtem mestu z Aleksandrom Grisčukom, Michaelom Adamsom in Kramnikom. Zato je bila aprila 2005 ponovno uvrščena na FIDE rating listo, s čimer je pridobila nekaj rating točk za svoj boljši nastop na Corusu. Maja je imela boljši nastop tudi na močnem turnirju v Sofiji v Bolgariji, ko je končala na tretjem mestu. To ji je na seznamu FIDE julija 2005 prineslo najvišji rating doslej, 2735, in ji omogočilo, da je obdržala svoje mesto kot osma igralka na svetu.
Septembra 2005 se je Polgár ponovno zapisala v zgodovino, ko je postala prva ženska, ki je igrala v zaključni fazi kvalifikacij za svetovno prvenstvo v šahu; pred tem je sodelovala na velikih izločilnih turnirjih s 100+ igralci za svetovno prvenstvo. Vendar je nastopila slabo in zasedla zadnje od osmih mest. Vendar pa je Polgárjeva v igri proti Veselinu Topalovu potisnila končnega zmagovalca turnirja in svetovnega prvaka na sedemurni maraton, preden je podlegel.
Na turnirju v Linaresu 2006 ni igrala, ker je bila ponovno noseča. 6. julija 2006 je rodila deklico Hanno.
Polgár je sodelovala na svetovnem prvenstvu FIDE v hitropoteznem šahu 5. in 7. septembra 2006 v Rishon Le Zionu v Izraelu. Hitropotezni šah se igra tako, da ima vsak igralec na voljo le 5 minut za vse poteze. Round-robin turnir v krogu 16 najmočnejših igralcev na svetu se je zaključil z zmago Aleksandra Griščuka, ki je v tie-breaku končno premagal Petra Svidlerja in zmagal na turnirju. Polgár je končala izenačeno za peto/šesto mesto in osvojila 5625 USD za tridnevni turnir. Polgár se je z 9½ točk izenačila z Borisom Gelfandom in zmagala v svoji individualni igri proti Višvanatanu Anandu, takrat drugemu igralcu sveta. Oktobra 2006 je Polgár dosegla še en odličen rezultat: izenačeno prvo mesto na šahovskem turnirju Essent v Hoogeveenu na Nizozemskem. Dosegla je 4½ od 6 na double round-robin turnirju, ki je vključeval dve zmagi proti najbolje ocenjenemu igralcu na svetu, Veselinu Topalovu. Decembra 2006 je Polgár igrala šest partij pospešenega šaha z zavezanimi očmi proti nekdanjemu FIDE svetovnemu prvaku Veselinu Topalovu. Topalov je dobil dvoboj s 3½–2½ z dvema zmagama proti Polgárjevi eni. Prireditve se je udeležilo skoraj 1000 gledalcev.
Maja–junija 2007 je igrala na turnirju kandidatov za svetovno šahovsko prvenstvo FIDE 2007. Izpadla je v prvem krogu in izgubila s 3½–2½ proti Jevgeniju Barejevu. Nekateri šahovski strokovnjaki so rekli, da je bila »slabo pripravljena« na turnir; v zadnjih treh letih je manj igrala šah, saj je rodila dva otroka. Vendar so ji še vedno pripisali najlepši napad na turnirju v njeni peti zmagi. Julija 2007 je Polgár igrala na šahovskem festivalu v Bielu, kjer je zmagal 16-letni Magnus Carlsen. Polgár je končala turnir 9 krogov s 5-4 v štiristranskem izenačenju za tretje do šesto mesto. Vrhunec igre zanjo je bil pravzaprav remi. Polgár je igrala končnico konja proti konju in dveh povezanih prostih kmetov Aleksandra Grisčuka, vendar ji je uspelo oba kmeta požreti. Oktobra 2007 je Polgár igral na svetovnem prvenstvu z zavezanimi očmi v Bilbau v Španiji. Polgár je med šestimi igralci končala na četrtem mestu s tremi zmagami, štirimi porazi in tremi remiji. Turnir je zmagal Bu Xiangzhi iz Kitajske, ki je izgubil edino partijo proti Polgárjevi. Novembra 2007 se je udeležila Chess Champions League – Playing for a Better World v Vitoria Gasteiz v Španiji turnirja za zbiranje sredstev za opremo bolnišnice v Mbuji-Mayi v DR Kongo. Polgár je na močnem turnirju šestih igralcev končala na tretjem mestu in zmagovalcu turnirja Veselinu Topalovu prizadela edini poraz.
Januarja 2008 je tekmovala na močnem turnirju Corus Wijk aan Zee, kjer je dosegla 6/13 in izenačila 9–11 na turnirju 14 igralcev. Novembra 2008 je Polgár na Svetovnem šahovskem prvenstvu v hitropoteznem šahu v Almatiju v Republiki Kazahstan dosegla grozljiv rezultat in končala na zadnjem mestu od 16 igralcev z le 2,5 točkama. Novembra 2008 je Polgár igrala na drugi deski za madžarsko odprto (»moško«) ekipo na 38. šahovski olimpijadi v Dresdnu in končala z 3½/8.
Novembra 2009 je Polgár sodelovala na svetovnem pokalu FIDE v Hanti Mansijsku v Sibiriji. Polgárjeva se je uvrstila v tretji krog izločilnega turnirja, dokler je ni izločil zmagovalec turnirja Boris Gelfand. Gelfandu je prinesla njegov edini poraz na turnirju.

### Vrnitev na tekmovalni oder
Leta 2010 se je Polgárjeva začela vračati k tekmovalnemu šahu in igrala več kot v zadnjih letih. Marca 2010 je Polgár odigrala tekmo štirih iger proti GM Gregoriju Kaidanovu v Hilton Headu v Južni Karolini. Zahtevano je bilo, da se vsaka igra začne s sicilijansko obrambo. Tekma je bila neodločena, tako da je vsak igralec dobil dve igri.  Aprila 2010 je Polgár odigrala dvoboj osmih partij pospešenega šaha proti češkemu velemojstru Davidu Navari, ki je bil del festivala ČEZ Chess Trophy 2010 Praškega šahovskega društva. Kljub nekoliko višjem ratingu, 2708 proti Polgárjevemu 2682, je Navara izgubil dvoboj s 6–2. Polgárjeva je sodelovala na pospešenem šahovskem turnirju Predsedniškega šahovskega pokala v Bakuju v Azerbajdžanu od 29. aprila do 1. maja 2010. Končala je z eno zmago, dvema porazoma in štirimi remiji, kar je pomenilo izenačenje na petem mestu v round-robin igri za osem igralcev. Turnir se je končal s trojnim izenačenjem za prvo mesto, zmagovalca Kramnika pa je odločil Elo nad Mamedjarovom in Kamskijem. Junija 2010 so poročali, da Polgár pomaga GM Zoltánu Almásiju pri pripravi za olimpijado.
Septembra in oktobra 2010 je Polgár igrala na 3. deski za madžarsko moško ekipo na 39. šahovski olimpijadi v Hanti-Mansijsku v Rusiji. Ekipa je končala na četrtem mestu in izgubila bronasto medaljo proti Izraelu v tie-breaku. V letu 2010 je igrala več kot v zadnjih letih in zasedla skupno četrto mesto med igralci na deski z rezultatom 6/10. Vrhunec madžarske moške ekipe je bila zmaga v petem krogu nad Rusijo I. Novembra 2010 je Polgár zmagala na pospešenem turnirju za štiri igralce, ki je potekal ob praznovanju 100. obletnice Nacionalne univerze v Mehiki. Polgár je dobila tesen uvodni dvoboj proti Vasiliju Ivančuku. Nato je premagala Veselina Topalova, nekdanjega svetovnega prvaka in prvega na svetu leta 2009, s 3½–½ in osvojila turnir.
|    | |    |    |    |    |    |    |
|    | \| \| \| \| \| \| \| \| \| \| \| \| \| \| \| \| \| \| \| \| \| \| \| \| \| \| \| \| \| \| \| \| \| \| \| \| \| \| \| \| \| \| \| \| \| \| \| \| \| \| \| \| \| \| \| \| \| \| \| \| \| \| \| \| \| \| \| \| \| \| \| \| |    |    |    |    |    |    |
|    | |    |    |    |    |    |    |
| a8 | b8 | c8 | d8 | e8 | f8 | g8 | h8 |
| a7 | b7 | c7 | d7 | e7 | f7 | g7 | h7 |
| a6 | b6 | c6 | d6 | e6 | f6 | g6 | h6 |
| a5 | b5 | c5 | d5 | e5 | f5 | g5 | h5 |
| a4 | b4 | c4 | d4 | e4 | f4 | g4 | h4 |
| a3 | b3 | c3 | d3 | e3 | f3 | g3 | h3 |
| a2 | b2 | c2 | d2 | e2 | f2 | g2 | h2 |
| a1 | b1 | c1 | d1 | e1 | f1 | g1 | h1 |

| a8 | b8 | c8 | d8 | e8 | f8 | g8 | h8 |
| a7 | b7 | c7 | d7 | e7 | f7 | g7 | h7 |
| a6 | b6 | c6 | d6 | e6 | f6 | g6 | h6 |
| a5 | b5 | c5 | d5 | e5 | f5 | g5 | h5 |
| a4 | b4 | c4 | d4 | e4 | f4 | g4 | h4 |
| a3 | b3 | c3 | d3 | e3 | f3 | g3 | h3 |
| a2 | b2 | c2 | d2 | e2 | f2 | g2 | h2 |
| a1 | b1 | c1 | d1 | e1 | f1 | g1 | h1 |

2. aprila 2011 je Polgár končala s štirikratnim izenačenjem za prvo mesto na evropskem posamičnem šahovskem prvenstvu v Aix-les-Bainsu v Franciji. Turnir, na katerem je nastopilo 393 igralcev, od tega 167 velemojstrov, je zmagal Rus Vladimir Potkin v tie-breaku; GM Radosław Wojtaszek je osvojil srebro, Polgár pa je bila tretja in osvojila bron. Polgár je bila pohvaljena zaradi svojih kreativnih napadov in tehnike končnice. Polgár je postala prva ženska, ki je končala med prvimi tremi v moškem prvenstvu. Kot nadaljevanje Polgárjine vrnitve k tekmovalnemu šahu je julija 2011 sodelovala na 39. grškem ekipnem državnem prvenstvu, kjer je dosegla 3½ od 4 partij. Tudi julija 2011 je Polgár igrala na tretji deski za Madžarsko na svetovnem ekipnem prvenstvu. Madžarska je končala na petem mestu od desetih ekip, posamezno pa je Polgár končala na šestnajstem mestu od petdesetih igralcev.
Septembra 2011 je Polgár nastopila na šahovskem svetovnem pokalu, turnirju s 128 igralci z velikim nagradnim skladom in uvrstitvijo med najboljše tri na ciklu svetovnega prvenstva. Polgárjeva je prišla med zadnjih 8 igralcev, preden jo je izločil Peter Svidler. Vrhunec za Polgárjevo je bila njena izločitev prvega nosilca turnirja in petega najvišje ocenjenega igralca na svetu, Sergeja Karjakina. Oktobra 2011 se je Polgár udeležila tekmovanja Unive 2011. Zasedla je zadnje mesto v elitni kronski skupini s štirimi igralci in izgubila partije proti Vladimirju Kramniku in Anišu Giriju.
Septembra 2011 se je Polgár končno vrnila v status »Super GM« s FIDE ratingom 2701, do novembra pa ga je dvignila na 2710 in se uvrstila na 35. mesto na svetovni lestvici.
Na začetku leta 2012 je januarja Polgár nastopila na turnirju Tradewise Gibraltar, kjer je v 10 tekmah dosegla 7 točk. Prvič v 22 letih, odkar je izgubila proti Noni Gaprindašvili na šahovski olimpijadi leta 1990, je Polgár izgubila klasično igro proti igralki, saj je ženska svetovna prvakinja Hou Yifan zmagala v njuni posamezni igri, in izenačila za prvo mesto, preden je izgubila končnico proti Nigelu Shortu.  Leta 2013 je Polgár prejela nagrado FIDE Caïssa, saj je bila Polgárjeva razglašena za najboljšo igralko leta 2012. To nagrado, ki so jo oblikovali in izdelali obrtniki klasične nakitne hiše Lobortas, so podelili 2. oktobra 2013 med 84. kongresom FIDE v Talinu.
5. oktobra 2013 je Polgár igrala z Nigelom Shortom v osemnajsti izdaji Chess.com Death Match. Končni rezultat je bil 17½-10½ v korist Polgárjeve. Skupaj sta odigrala 28 partij, razdeljenih v tri stopnje vse hitrejših časovnih kontrol, prva je bila 5+1, druga 3+1 in končna 1+1. Polgár je kasneje na svoji Facebook strani pripomnila, da »je bilo zelo zabavno igrati proti Nigelu ...« Nigel pa je v šali tvitnil: »Tako slab šah. Moral bi iti in se obesiti ...«
Leta 2014 je na svetovnem prvenstvu v pospešenem in hitropoteznem šahu dosegla 26. mesto v hitropoteznem šahu in 56. mesto v pospešenem šahu.
13. avgusta 2014 je v londonskem časopisu The Times objavila, da se umika iz šaha na najvišji ravni.